# William Albright
William Foxwell Albright (Coquimbo, 24 maggio 1891 – Baltimora, 19 settembre 1971) è stato un archeologo e linguista statunitense; fu inoltre un evangelizzatore metodista, un'autorità nello studio della Bibbia, ed un esperto di ceramica.
Nato dai missionari protestanti, Wilbur Finley e Zephine Viola Foxwell Albright, ultimo di sei figli, ha sposato la dottoressa Ruth Norton a Gerusalemme nel 1921, dalla quale ha avuto quattro figli.
Albright ha ricevuto il suo Ph.D. nel 1913 alla Johns Hopkins University di Baltimora, in cui successivamente ha insegnato tra il 1929 ed il 1959, ed è stato direttore della scuola americana di ricerca orientale Johns Hopkins. Una delle sue scoperte più importanti è stata la conferma dell'autenticità dei rotoli del mar Morto successivamente alla loro scoperta.
Albright era riconosciuto come la massima autorità mondiale dell'epoca in materia di manoscritti ebraici antichi. Quando John Trever gli inviò una fotografia del rotolo di Isaia da Gerusalemme, riconobbe per primo l'importanza dell'evento e si congratulò con lui «per la più grande scoperta di manoscritti dei tempi moderni».
Nel comunicato stampa del 12 aprile 1948, il Times di Londra dichiarò che fu ritrovato un rotolo di Isaia al Monastero di San Marco a Gerusalemme, datato al I secolo a.C., cui si aggiunsero altri tre rotoli: uno di Abacuc, uno di un'ipotetica setta essena, e un quarto non identificato.
Albright fu il primo ad identificare il sito di Ras Shamra con l'antica Ugarit e a insistere sull'importanza della lingua e letteratura ugaritica nella comprensione del testo biblico.
Nel 1923 eseguì il suo primo scavo significativo di un tumulo nei pressi di Gerusalemme, ricercando il possibile luogo in cui un antico re giudaico fu sepolto. Un altro contributo considerevole che diede al campo dell'archeologia biblica fu il suo studio sui sigilli LMLK e sull'impatto che ha avuto su altri ricercatori tra il 1925 ed il 1960.
A Gerusalemme è stato creato l'Istituto di ricerca archeologica W. F. Albright che fa parte delle scuole americane di ricerca orientale.

## Opinioni e metodi
Albright viene comunemente visto, insieme a George Ernest Wright, come il padre fondatore dell'archeologia biblica. La sua pubblicazione nell'Annual of the American Schools of Oriental Research (1932) dei suoi scavi di Tell Beit Mirsim, e le sue descrizioni degli strati archeologici dell'Età del Bronzo e dell'Età del Ferro del sito nel 1938 e 1943, hanno segnato un importante contributo alla datazione professionale di siti archeologici basata sulle tipologie ceramiche, metodo di datazione ancora in uso oggi con solo lievi modifiche.
In quanto direttore del Bulletin of the American Schools of Oriental Research dal 1931 al 1968, Albright influenzò profondamente sia gli studi biblici che l'archeologia palestinese. Secondo Albright, il compito dell'archeologia biblica era di illuminare, comprendere e, sostanzialmente, provare la Bibbia. In ciò, la sua fede metodista era evidente: egli sostenne infatti la sostanziale storicità dei patriarchi citati nel Libro della Genesi (Abramo, Isacco, Giacobbe, Giuseppe ecc.) e che l'archeologia aveva provato l'essenziale storicità degli eventi del Libro dell'Esodo e della conquista di Canaan da parte degli Israeliti descritta dal Libro di Giosuè e dal Libro dei Giudici.

Negli anni successivi alla sua morte, i metodi di Albright sono stati sempre più messi in discussione. In un articolo del 1993 per The Biblical Archaeologist, William G. Dever scrisse che: 
Le tesi centrali di Albright sono state quasi tutte smentite, in parte da ulteriori progressi nella critica biblica, ma soprattutto dalla continua ricerca archeologica di giovani americani e israeliani ai quali lui stesso diede incoraggiamento e slancio... L'ironia è che, a lungo termine, sarà la più recente archeologia "laica" a contribuire maggiormente agli studi biblici, non l'"archeologia biblica".
Secondo il biblista Thomas L. Thompson, l'idea di "archeologia biblica" così come concepita da Albright è ormai superata:
L'interpretazione storica di Wright e Albright non può pretendere di essere oggettiva, in quanto distorce i dati con una selettività che è assai poco rappresentativa, ignora l'enorme mancanza di dati per la storia dell'inizio del secondo millennio, e stabilisce intenzionalmente ipotesi sulla base di testi biblici non esaminati, da dimostrare con criteri matematici privi di significato (per questo periodo) come l'"equilibrio delle probabilità". 

## Opere
Ha pubblicato, tra gli altri, i seguenti libri:
- Anchor Bible: volumis su Geremia, su Matteo e sull'Apocalisse
- The Archaeology of Palestine: From the Stone Age to Christianity (1940)
- From the Stone Age to Christianity: Monotheism and the Historical Process, Johns Hopkins Press, (1946)
- Views of the Biblical World. Jerusalem: International Publishing Company J-m Ltd, (1959)
- Yahweh and the Gods of Canaan: An Historical Analysis of Two Contrasting Faiths (1968)
- The Biblical Period from Abraham to Ezra: An historical survey (1963)